# Hans N'Kinsi
Pas d'image ? Cliquez ici

a Compétitions nationales et continentales officielles uniquement.

Dernière mise à jour le 2 janvier 2024.
Hans Nkinsi, né le 21 septembre 1992 au Zaïre, est un joueur français de rugby à XV. Il évolue au poste de deuxième ligne au sein de l'AS Béziers.

## Biographie
Né au Zaïre, l'actuelle République démocratique du Congo,, Hans Nkinsi arrive au RC Narbonne en 2013, après avoir commencé le rugby à l'AS Béziers.
En 2016, il signe un contrat avec le FC Grenoble.
Il est sélectionné avec les Baby Barbarians, qui regroupe les meilleurs joueurs français de Pro D2, pour affronter la Géorgie en mai 2018. Dans un match très serré de bout en bout, les Baby Babaas s'inclinent 16 à 15 à Tbilissi.
En 2019, il signe un contrat de trois saisons avec le Castres olympique,.
En 2021, il arrive au Provence Rugby.
À partir de la saison 2023-2024, il fait son retour dans son premier club : l'AS Béziers.
Le 21 octobre 2024, sa compagne porte plainte pour violences conjugales, et le joueur est mis à pied par le propriétaire du club de Béziers. Son jugement est annoncé pour le 16 décembre 2024 devant le tribunal correctionnel. Il est alors condamné à dix-huit mois de prison, dont six ferme. Il avait déjà été condamné avec sursis en avril 2023 pour des faits similaires.

## Palmarès
- Championnat de France de Pro D2 :
  - Vice-champion (1) : 2018 avec le FC Grenoble
- Barrage d'accession au championnat de France de Top 14 :
  - Vainqueur (1) : 2018 avec le FC Grenoble
  - Finaliste (1) : 2019 avec le FC Grenoble